# عبد القيوم كرزاي
عبد القيوم كرزاي (بالبشتونية: عبدالقیوم کرزی) (مواليد سنة 1947) هو الأخ الأكبر للرئيس الأفغاني حامد كرزاي. عمل مستشارًا سياسيًا لشقيقه، وكان يقيم في الولايات المتحدة قبل الغزو الأمريكي لبلاده، وهو حاصل على الدكتوراه في الاقتصاد من جامعة نيويورك. جنى ثروة طائلة في ظل حكم أخيه ما جلب له الكثير من الانتقادات والاتهامات بالفساد. أعلن عن ترشحه في آخر يوم من تقديم الترشيحات لخلافة شقيقه الأكبر وهو ما فسره البعض بمحاولة شقيقه لتزوير الانتخابات والبقاء في الحكم.